# Надбискупија
Надбискупија (лат. archiepiscopia или лат. archidioecesis) је назив за бискупију вишег степена, на чијем челу се налази надбискуп, првенствено у Римокатоличкој цркви и Англиканској цркви, као и у неким другим црквама које такође припадају западном хришћанству.
У Православној цркви и неким другим црквама које припадају источном хришћанству, постоји архиепископија.

## Јурисдикција
Одређена бискупија носи наслов надбискупије из историјских или организацијских разлога. Често је надбискупија уједно и сједиште метрополије, те је и надбискуп уједно и метрополит. Ипак, има и случајева у којима нека надбискупија није сједиште метрополије, него је непосредно подређена папи (нпр. Задарска надбискупија), или је дио неке друге метрополије (нпр. Авињонска надбискупија је дио Марсејске метрополије).
Да би управљао надбискупијом, бискуп не треба никакво ново заређење, него одмах по именовању носи титулу надбискупа.

## Протестантизам
Надбискупије постоје и у неким протестантским црквама. У Англиканској заједници, надбискупи су обично и поглавари појединих мјесних цркава. Тако Црква Енглеске има два надбискупа (кентерберијског и јоршког), али по традицији, читаву Цркву предводи кентерберијски надбискуп.